# 20th Television (Unidade de distribuição)
20th Television  foi um estúdio de produção para a televisão americano de propriedade da Walt Disney Television, uma divisão da Disney Media Networks.
A 20th Television fazia parte da 21st Century Fox, que teve a maior parte de seus ativos comprados pela The Walt Disney Company em março de 2019.

## História
A 20th Television foi formada em 1989 pela Fox, Inc. (a unidade da News Corporation que supervisionou o 20th Century Fox na época) para distribuir as produções de televisão da 20th Century Fox (que anteriormente eram tratadas pela 20th Century Fox Television) dos filmes do estúdio para aumentar a produção do último. Durante este período, a 20th Television e a 20th Century Fox serviram como duas das quatro unidades principais da Fox, juntamente com a Fox Broadcasting Company e Fox Television Stations . Após uma reestruturação de 1994 das empresas de produção de televisão da Fox, a 20th Television foi reorientada em sindicatos e "programas não tradicionais"; sua divisão de televisão de rede foi transferida para 20th Century Fox e retomou o nome da 20th Century Fox Television.
A 20th Television distribuía quase toda a programação da unidade de produção de televisão e de suas subsidiárias e da produção do estúdio de cinema (e suas próprias subdivisões); uma vez que a empresa irmã 20th Century Fox Television produzia a maior parte da programação da rede Fox, a 20ª televisão também pode ser considerada o braço de distribuição da rede. Possui programação de outras empresas de produção e estúdios que eles adquiriram, incluindo a MTM Enterprises , a maioria pela Metromedia Producers Corporation , e a maioria pela New World Entertainment (incluindo as de Four Star Television e Genesis Entertainment).
A empresa também comercializa e / ou co-associa produto de parceiros como Regency Television e Debmar-Mercury.
Como parte da reestruturação que decorreu da News Corporation girando seus ativos de entretenimento para o 21st Century Fox, foi anunciado em 8 de julho de 2013, que a 20th Television operaria sob a gestão da 20th Century Fox Television; anteriormente estava em Fox Television Stations. Como resultado, o presidente da antiga empresa agora se reportará aos presidentes deste último.
Em Março de 2019 a então 20th Century Fox Television e a 20th Television foram adquiridas pela The Walt Disney Company e integradas a Walt Disney Television como parte da Walt Disney Television Studios. Em Agosto de 2020, a Disney diminuiu o nome 20th Century Fox Television para 20th Television (O mesmo nome da até então distribuidora, após isso as produções do estúdio são distribuídas pela Disney-ABC Domestic Television). Hoje, a 20th Television serve como um dos principais estúdios de produção para os produtos originais dos serviços de streaming da Disney, além de produzir originais para outras empresas.

## Ligação externa
- «20th Television (Unidade de distribuição)» (em inglês) no IMDb